# 湯沢勉
湯沢 勉（ゆざわ べん、1948年3月13日 - ）は、日本の俳優。東京都出身。地球儀所属。以前はスターダス・21に所属していた。

## 出演

### 映画
- AKECHくノ一忍法外伝（監督：かわさきひろゆき）
- あくしたのジョー（監督（監督：曽利文彦）
- くノ一処刑人（監督：かわさきひろゆき）
- ひとりかくれんぼ 劇場版（監督：山田雅史）
- 妖怪忍者　忍（監督：かわさきひろゆき）
- 第三病棟の鬼（監督：かわさきひろゆき）
- 家畜（監督：多胡真二朗）
- 青 chong（監督：李相日）
- スクラップ・ヘブン（監督：李相日）
- 奇談（監督：小松隆志）
- 下妻物語（監督：中島哲也）
- ハードラック・ヒーロー（監督：SABU）
- 逃がれの街（監督：工藤栄一）
- ひとりっ子（監督：家城己代冶）
- 上海バンスキング（監督：深作欣二）
- 夕暮まで（監督：黒木和雄）
- 原子力戦争（監督：黒木和雄）
- 祭りの準備（1975年11月8日公開、監督：黒木和雄）　‐服部菊男　役
- 泪橋（監督：黒木和雄）
- 橋のない川（監督：今井正）
- ああ声なき友（監督：今井正）
- ひめゆりの塔（監督：今井正）
- 八甲田山（高畑少尉 役）
- テラ戦士ΨBOY
- ソーゾク（監督：藤村磨実也）[3]

### テレビ
- 月曜ゴールデン特別企画 恋
- 刑事シュート しゅうと&ムコの事件日誌4
- 聖なる怪物たち(第1話)
- ストロベリーナイト(第1話)
- 絶対零度 〜特殊犯罪潜入捜査〜(第2話)（板倉）
- 外科医 鳩村周五郎8
- 高校生レストラン(第6話)
- 歴史仮想ミステリー
- if...日本はこう動いた!
- 東海テレビ連続ドラマ さくら心中（第8話）
- PERFECT REPORT（鴨井昌夫）
- 救命病棟24時
- ウルトラシリーズ
  - ウルトラマン80 第39話「ボクは怪獣だ～い」（1980年） - 出前持ち
  - ウルトラQ dark fantasy 第4話「パズルの女」（2004年）
- リセット
- セレブと貧乏太郎
- 相棒
  - second 第19話「器物誘拐」（2004年） - マンション管理人
  - third 第18話「大統領の陰謀」（2005年） - タクシー運転手
- トリック
- スカイハイ2
- 万引きGメン二階堂雪12
- テレビ朝日ドラマスペシャル 男装の麗人〜川島芳子の生涯〜
- キューティーハニー THE LIVE（捜査課長）
- 月曜ミステリー劇場 浅見光彦シリーズ 漂白の楽人
- 出るトコでましょ
- 土曜ワイド劇場 法律事務所
- 仮面ライダーカブト 第15話「怪人名医!?」、第16話「まさかの嵐」（2006年） - 屋台のおやじ
- 長崎ぶらぶら節
- 金曜時代劇茂七の事件簿3
- 必殺シリーズ（ABC / 松竹）
  - 必殺からくり人・血風編 第2話「非道にたてつく紅い刃」（1976年） - 山下
  - 必殺からくり人 富嶽百景殺し旅 第9話「深川万年橋下」（1978年） - 水嶋
  - 新・必殺仕事人 第44話 「主水 予算オーバーする」（1982年） - 房吉
- だいこんの花
- ねぎぼうずの唄
- 夫婦旅日記　さらば浪人 第14話「弱虫侍と豪傑の決闘」(1976年)
- 破れ新九郎 第24話「六十二万石の鯉騒動」（1979年） - 馬之助
- 熱中時代・刑事編 第21話「熱中刑事タヌキ狩り」（1979年、日本テレビ） - 若い夫婦
- 大江戸捜査網 第557話「悪役志願 替え玉一発勝負」（1982年） - 猪之吉
- 右門捕物帖 第9話「狙われた女金貸」（1983年、NTV）
- 西部警察 PART-III 第43話「走れ一兵! 成田発PM3」（1984年） - 今井洋助
- 不毛地帯（記者）
- ニュードキュメンタリードラマ昭和 松本清張事件にせまる 第3回「焼跡のクリスマス 戦後を駆けぬけた男」
- ウロボロス〜この愛こそ、正義。（2015年1月23日、TBS）
- クロステイル 〜探偵教室〜 第3話（2022年4月23日、東海テレビ・フジテレビ） - 散歩中の人 役
- 一橋桐子の犯罪日記 第1話（2022年10月8日、NHK総合） - 窃盗犯 役
- 風のふく島 第5話（2025年2月8日、テレビ東京） - 太田 役[4]

### Vシネマ
- 必殺キャバ嬢（監督：石井良和）
- 酒吞童子（監督：かわさきひろゆき）
- 精霊夜曲（監督：かわさきひろゆき）

### CM
- タウンページ

### 舞台
- 劇団俳小第36回本公演「糞尿譚」（東京芸術劇場小ホール2、原作：火野葦平、脚本：池田真一、演出：入谷俊一）
- 爆弾を胸に抱いて（作：大塚汎、演出：中田新一）
- 秩父の夜は更けて（きなせ企画、演出：藤田傳）
- 男冬村村会議事録（作・演出：藤田傅）
- 浅香光代公演
- ラブ
- 十二人の怒れる男
- 黒念仏殺人事件（紀伊国屋サザンシアター、原案：今村昌平）
- 武蔵野芸術劇場
  - 足尾キネマ
  - 新足尾キネマ
  - 今昔筑波影作・（演出：藤田傳）